# Maier (cognome)
Maier è un cognome di lingua tedesca.

## Varianti
Majer, Mayer, Mayerle, Meier, Mejer, Meyer.

## Origine e diffusione
Cognome tipicamente dell'Italia settentrionale, è presente prevalentemente nel Triveneto con comparse in Toscana e Campania.
In Italia, potrebbe costituire un cognome assunto da ebrei in fuga dai paesi di lingua germanica nel XV-XVI secolo. Deriva dal tedesco meier, dal latino maior, "maggiore" o "fattore", risultando quindi affine ai cognomi Fattori, Maggi e Maggiore.